# Pirixiyana
Pirixiyana /narod-piriquito, vrsta papige u engl. nazivana parakeet/, jedno od danas nestalih plemena Cariban Indijanaca u sjevernobrazilskoj državi Pará, porijeklom s rijeke rio Maicuru. Njihovo ime označava jednu vrstu papiga porodice Psittacidae, u portugalskom jeziku nazivanu piriquito. Kako su se po govoru razlikovali od ostalih Apalaija prozvani su narodom piriquita. Ovim imenom Oyane će kasnije prozvati Apalaije koji su Pirixiyane asimilirali.